# Commune rurale de Rauma
La commune rurale de Rauma (finnois : Rauman maalaiskunta, abrév. Rauman mlk, suédois : Raumo landskommun) est une ancienne municipalité du Satakunta en Finlande.

## Histoire
Le 1er janvier 1993, la communauté rurale de Rauma a été rattachée à Rauma. 
Au 1er janvier 1992, la superficie de la commune rurale de Rauma était de 1 196,2 km2 et au 31 décembre 1992 elle comptait 8 421 habitants.
Avant la fusion, les municipalités voisines de la commune rurale de Rauma étaient Eurajoki, Kodisjoki, Lappi, Pyhäranta et Rauma.
En 1954, Syvärauma est rattachée à Rauma.